# Tupolev TB-1
Tupolev TB-1 (tên phát triển là ANT-4) là một loại máy bay ném bom của Liên Xô, nó là máy bay cỡ lớn đầu tiên của Liên Xô được làm hoàn toàn từ kim loại.

## Biến thể
- TB-1: Máy bay ném bom hạng nặng hai động cơ. Còn gọi là ANT-4.
- ANT-4bis: Mẫu thử thứ ba.
- TB-1P: Thủy phi cơ thả ngư lôi.
- G-1: Máy bay vận tải hai động cơ.

## Quốc gia sử dụng
Liên Xô
- Aeroflot
- Không quân Liên Xô

## Tính năng kỹ chiến thuật (TB-1)
The Osprey Encyclopedia of Russian Aircraft 1875-1995 

### Đặc điểm riêng
- Tổ lái: 6
- Chiều dài: 18,00 m (59 ft 0⅔ in)
- Sải cánh: 28,7 m (94 ft 2 in)
- Chiều cao: 5,1 m[3] (16 ft 8¾ in)
- Diện tích cánh: 120,0 m² (1.292 ft²)
- Trọng lượng rỗng: 4.520 kg (9.965 lb)
- Trọng lượng có tải: 6.810 kg (15.013 lb)
- Động cơ: 2 × M-17, 510 kW (680 hp) mỗi chiếc

### Hiệu suất bay
- Vận tốc cực đại: 178 km/h (146 kt, 111 mph)
- Vận tốc hành trình: 156 km/h (84 knots, 97 mph)
- Tầm bay: 1.000 km (540 nm, 621 mi)
- Trần bay: 4.830 m (15.846 ft)
- Vận tốc lên cao: 3,03 m/s (596 ft/phút)
- Lực nâng của cánh: 56,8 kg/m² (11,6 lb/ft²)
- Lực đẩy/trọng lượng: 0,15 kW/kg (0,091 hp/lb)

### Vũ khí
- 6 súng máy DA
- 1.000 kg (2.205 lb) bom